# Сахно, Михаил Гордеевич
Михаил Гордеевич Сахно (1905—1947) — советский военачальник, генерал-майор танковых войск (1943). На фронтах Великой Отечественной войны с первых её дней. Прошёл путь от командира танкового полка до командира танкового корпуса.

## Биография
Родился 7 ноября 1905 года в селе Дедовщина ныне Фастовского района Киевская область Украинец.
В 1924 году призван в Красную Армию и направлен на учёбу Киевскую артиллерийскую школу, которую окончил в 1928 году. С сентября 1928 года в должности командира взвода и батареи проходил службу в 51-м артиллерийском полку Украинский военный округ. С ноября 1931 — слушатель артиллерийских КУКС в Ленинградском военном округе, по окончании которых в 1932 году оставлен на этих курсах в качестве исполняющего должность адъютанта курсов и командира артиллерийского дивизиона артиллерийского полка.
В декабре 1933 года направлен на учёбу в Военную академию механизации и моторизации РККА им. И. В. Сталина. По её окончании в декабре 1937 года направлен в 20-й танковый корпус ЗабВО исполняющим должность начальника 1-го отделения штаба корпуса. С ноября 1938 года — временно исполняющий должность командира этого корпуса. С августа 1940 года — командир 16-го танкового полка 109-й моторизованной дивизии.
На фронтах Великой Отечественной войны с первых её дней. Прошёл путь от командира танкового полка до командира танкового корпуса.
В оборонительных боях на смоленском направлении, в районе Ярцево (август-сентябрь 1941 года) командовал полком в составе 5-го механизированного корпуса, затем — 12-м танковым полком 1-й моторизованной Московской Краснознамённой дивизии. С сентября 1941 по апрель 1942 года командовал 5-й танковой бригадой 33-й армии Западного фронта, в ходе битвы за Москву участвовал в обороне города Наро-Фоминска.
Из наградного листа, подписанного полковником М. П. Сафиром:

… В боях с фашистскими захватчиками, действуя по тылу прорвавшегося противника к Юшково, на выс. 210,8 сковал его и лично руководя группой танков, тремя последовательными ударами уничтожил значительную часть противника. Решительные удары подполковника Сахно по высоте 210,8 ослабили сопротивляемость фашистов у Юшково и Петровское и способствовали дальнейшему поражению их.
Начальник АБТ войск 33-й армии полковник Сафир. 

Комиссар АБТВ 33-й армии ст. политрук Короткий. 

7 декабря 1941 г.

С 3 апреля 1942 года — командир 32-й танковой бригады 50-й армии, с октября 1942 года — исполняющий должность заместителя командующего армией.
Из боевой характеристики:

За период с начала войны и до января 1943 г. М. Г. Сахно проявил себя тактически грамотным и хорошо подготовленным командиром. В боевой обстановке разбирается быстро, решения принимает правильно. Организовать взаимодействие родов войск умеет. Работу своего штаба и управление боем организовать может. В боевой обстановке не теряется. За проявленные в этих боях личную инициативу, смелые боевые действия танковых частей, способствующих быстрому продвижению главных сил, награждён орденом Суворова 2 степени.

С 1 января 1943 года — командир 5-го танкового корпуса, который в составе 11-й гвардейской армии в июле-августе участвовал в Орловской наступательной операции. О высоких профессиональных качествах М. Г. Сахно свидетельствует следующий факт. В сентябре 1943 года между командующим войсками 2-го Прибалтийского фронта генералом армии А. И. Ерёменко и генералами — командующим БТ и МВ фронта М. Л. Чернявским и командиром 5-го танкового корпуса М. Г. Сахно возник конфликт. Последние, вопреки мнению командующего фронтом, предлагали более рациональный и грамотный способ ввода танковых соединений в прорыв. В результате оба получили предупреждение о несоответствии своим должностям. Однако после вмешательства Сталина генералы сохранили свои посты. 22 мая 1944 года Сталин, просматривая старые записи, ещё раз повторил свои указания: «29.5.44… п. 8. Потребовать от А. И. Еременко объяснений несоответствия Чернявского и Сахно своим должностям…»
В декабре 1943 года в ходе Городокской наступательной операции корпус М. Г. Сахно в составе 4-й ударной армии 1-го Прибалтийского фронта во взаимодействии с 1-м танковым корпусом 11-й гвардейской армии участвовал в окружении до 4-х пехотных дивизий противника в районе станции Бычиха (севернее города Витебск).
В июле-сентябре 1944 года М. Г. Сахно, командуя корпусом в составе войск 2-го Прибалтийского фронта, участвовал в наступательных операциях по освобождению Прибалтики.
С октября 1944 года — командир 10-го танкового корпуса 5-й гвардейской танковой армии. В составе войск 2-го Белорусского фронта в январе-апреле 1945 года участвовал в Восточно-Прусской наступательной операции. Корпус участвовал в освобождении городов Нойденбург, Танненберг, Остероде и Мюльхаузен. В боевой характеристике на М. Г. Сахно отмечалось: «В боях по окружению и разгрому восточно-прусской группировки противника, корпус под командованием М. Г. Сахно, войдя в прорыв и действуя на правом фланге 5-й гвардейской танковой армии, смелыми и решительными действиями, уничтожил противостоящего противника и обеспечил окружение войсками фронта восточно-прусской группировки противника… в этой операции показал себя грамотным, смелым и решительным в боях генералом… грамотно и умело руководил боевыми действиями и этим обеспечил успешное выполнение боевой задачи».
13 февраля 1945 года командующий 5-й гвардейской танковой армией генерал-полковник танковых войск В. Т. Вольский представил М. Г. Сахно к званию Героя Советского Союза:

В боях по окружению и разгрому Восточно-Прусской группировки 10 танковый корпус под руководством тов. Сахно войдя в прорыв на участке 48 армии с 16.1.45 года смелыми и решительными действиями находясь на правом крыле армииуничтожая противостоящую оборону противника овладел городами: Глуск, Куклин, Найденбург, Мюлен, Остероде, Морунген, Кривиттен, Мюльхаузен и множеством населенных пунктов Восточной Пруссии. Этими действиями 10 танковый корпус под руководством генерал-майора тов. Сахно в составе 5 гвардейской танковой армии — обеспечил окружение Восточно-Прусской группировки противника… Корпус под руководством тов. Сахно, сумевшего организовать продуманную оборону в этих боях, доходивших нередко до рукопашной схватки, также разгромил противника и не дал ему возможности пройти через рубеж, обороняемый 10 танковым корпусом…
— 
Однако решением Военного совета 2-го Белорусского фронта от 18 февраля 1945 года М. Г. Сахно был представлен к награждению орденом Кутузова I степени (10 апреля 1945).
После войны генерал-майор танковых войск М. Г. Сахно командовал 10-м танковым корпусом, который в июле 1945 года был преобразован в 10-ю танковую дивизию Северной группы войск (1946—1947). В 1947 году прослушал Военно-академические курсы высшего комсостава РККА при Высшей военной академии им. К. Е. Ворошилова.

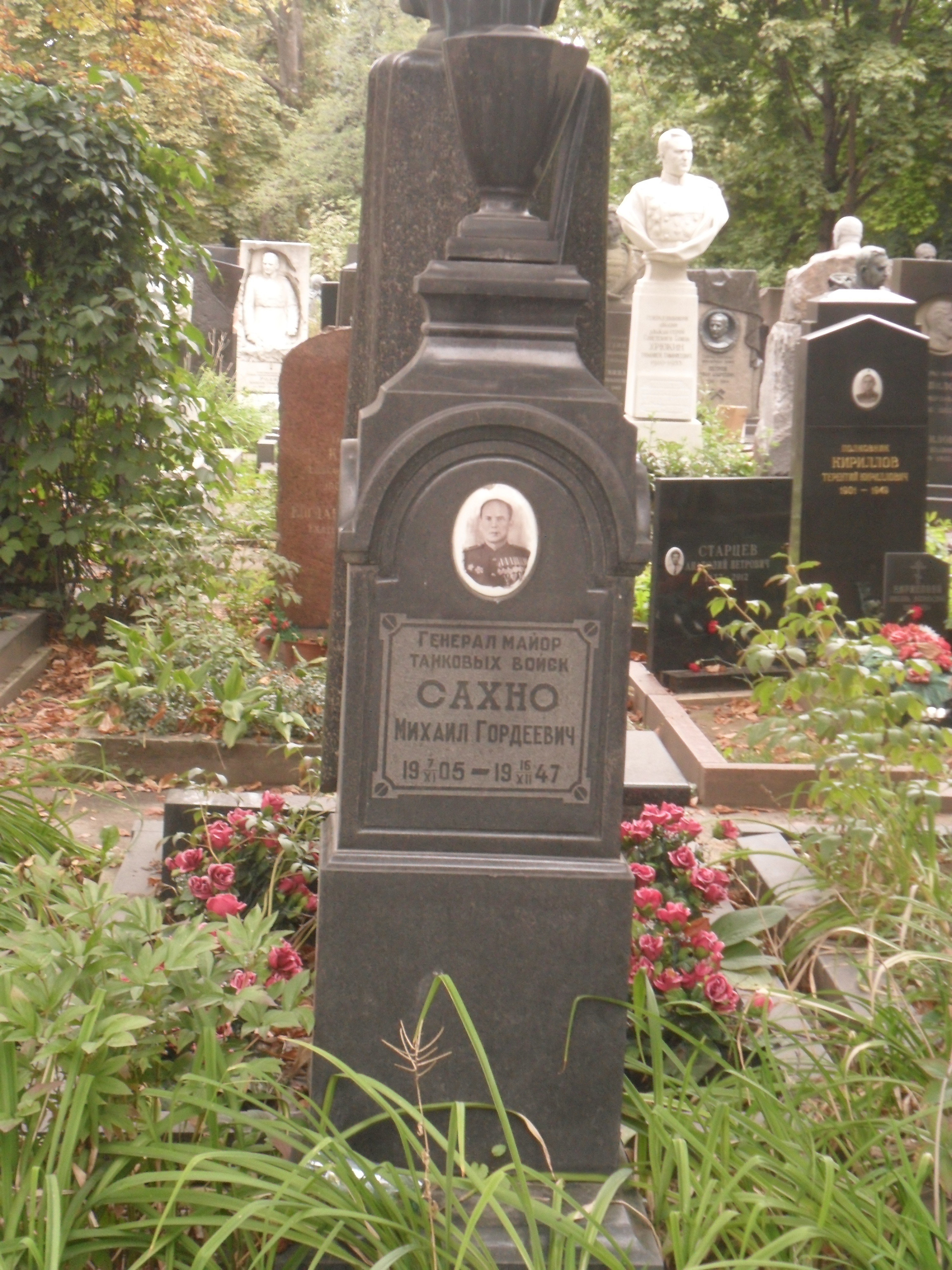
Могила Сахно на Новодевичьем кладбище Москвы.

16 декабря 1947 года умер в Москве от болезни. Похоронен на Новодевичьем кладбище Москвы.

## Воинские звания
- старший лейтенант (1936);
- майор (1937);
- подполковник (1941);
- полковник (11.04.1942);
- генерал-майор танковых войск (07.02.1943)

## Награды
- три ордена Красного Знамени (02.01.1942[6], 27.08.1943[7], 03.11.1944);
- орден Кутузова I степени (10.04.1945)[5];
- орден Суворова II степени (30.07.1944);
- медали

## Оценки и мнения
Генерал-полковник Сандалов Л. М. вспоминал:

Командир корпуса генерал-майор Михаил Гордеевич Сахно был знаком мне по Орловской операции. Это опытный танкист и очень храбрый человек. Среднего роста, не по летам подвижный, с высоким с залысинами лбом, Сахно сразу производил впечатление человека хладнокровного и уверенного в себе.

## Память
- На могиле установлен надгробный памятник на Новодевичьем кладбище Москвы.
- Имя воина увековечено в Главном Храме Вооружённых сил России, и навсегда запечатлено на мемориале «Дорога памяти» [9]